# Uniwersytet WSB Merito w Toruniu
Uniwersytet WSB Merito w Toruniu (UWSB Merito w Toruniu) – uczelnia niepubliczna utworzona 27 sierpnia 1998 roku, prowadząca kształcenie w Toruniu (od 1998 roku), Bydgoszczy (od 2007 roku) oraz Łodzi (od 2022 roku). Największa niepubliczna uczelnia w województwie pod względem liczby studentów. Według Ministerstwa Nauki i Szkolnictwa Wyższego wydział w Toruniu posiada kategorię naukową „B+”. Budynek uczelni znajduje się przy ul. Młodzieżowej 31a.

## Historia
Uniwersytet WSB Merito w Toruniu jest niepubliczną uczelnią zawodową założoną z inicjatywy Towarzystwa Edukacji Bankowej. UWSB Merito to pierwsza w Toruniu niepubliczna uczelnia biznesowa. Od ponad 20 lat kształci studentów na kierunkach o charakterze ekonomicznym, gospodarczym i finansowym. Kilkunastoletni dorobek to świadectwo nie tylko stabilnej pozycji, ale profesjonalnej kadry oraz wypracowanych metod dydaktycznych. W 2007 roku uruchomiony został zamiejscowy Wydział Finansów i Zarządzania w Bydgoszczy.
Uczelnia prowadzi studia I stopnia w ramach kierunków: Bezpieczeństwo wewnętrzne, Design w biznesie, Finanse i rachunkowość, Informatyka w biznesie, Informatyka w biznesie (studia inżynierskie), Inżynieria Zarządzania, Logistyka, Pedagogika, Prawo w biznesie, Psychologia w biznesie, Turystyka i rekreacja, Zarządzanie. WSB w Toruniu ma także uprawnienia do prowadzenia studiów II stopnia na kierunkach: Finanse i rachunkowość, Informatyka w biznesie, Inżynieria zarządzania, Logistyka, Menedżersko-prawnym, Pedagogika, Turystyka oraz jednolitych studiach magisterskich: Pedagogika wczesnoszkolna i wychowanie przedszkolne. Od 2000 roku oferta Uczelni została poszerzona o studia podyplomowe. W 2014 roku zostały otwarte także studia MBA przygotowane we współpracy z amerykańską uczelnią, Franklin University.
31 grudnia 2013 roku ze stanowiska rektora uczelni odszedł prof. dr hab. Jan Głuchowski, którego zastąpił wieloletni profesor toruńskiego UWSB Merito, prof. dr hab. Marek Stankiewicz. 1 września 2024 roku stanowisko rektora uczelni objęła dr hab. Monika Chodorek.

## Władze w Uniwersytecie WSB Merito Toruń
Źródło: 
- Rektor – dr hab. Monika Chodorek
- Kanclerz – dr Anna Kocikowska
- Wicekanclerz – Agnieszka Muzyczyszyn
- Dziekan Wydziału Finansów i Zarządzania w Toruniu – dr Ewa Jankowska
- Prodziekan – dr Przemysław Kwiatkowski
- Prodziekan – dr Kamil Miliszewski

Instytuty i ich dyrektorzy:
- Instytut Ekonomii i Finansów – dr hab. Jolanta Ciak, prof. UWSB Merito[7]
- Instytut Nauk o Człowieku - prof. dr hab. Piotr Kostyło
- Instytut Nauk Stosowanych – dr hab. Andrzej Jezierski, prof. UWSB Merito[7]
- Instytut Zarządzania – dr hab. Monika Chodorek, prof. UWSB Merito[7]

## Baza dydaktyczna
Główna siedziba Uniwersytetu WSB Merito w Toruniu  znajduje się na ul. Młodzieżowej 31a w Toruniu. W 2010 roku do użytku został oddany budynek przy ul. Dekerta 26, który połączony jest z budynkiem głównym.

## Kształcenie
Uniwersytet WSB Merito w Toruniu daje możliwość podjęcia studiów I i II stopnia na dziesięciu kierunkach prowadzonych w siedzibie głównej Uniwersytetu w Toruniu, wydziale zamiejscowym w Bydgoszczy oraz wydziale zamiejscowym w Łodzi.
Uniwersytet WSB Merito w Toruniu
- studia I stopnia (licencjackie) na kierunkach:[8]
  - Bezpieczeństwo wewnętrzne
  - Design w biznesie
  - Design w biznesie studia dualne
  - Dietetyka
  - Engineering management - studia anglojęzyczne
  - Finanse i rachunkowość
  - Inżynieria zarządzania
  - Inżynieria zarządzania – studia dualne
  - Informatyka w biznesie
  - Informatyka w biznesie - studia inżynierskie
  - IT in Business – studia anglojęzyczne
  - Logistyka - studia inżynierskie
  - Logistics - studia anglojęzyczne
  - Management – studia anglojęzyczne
  - Marketing i sprzedaż
  - Pedagogika
  - Prawo w biznesie
  - Psychologia w biznesie
  - Tourism and recreation - studia anglojęzyczne
  - Turystyka i rekreacja
  - Zarządzanie
- studia II stopnia (uzupełniające magisterskie) na kierunku:[9]
  - Administracja i bezpieczeństwo wewnętrzne
  - Finanse i rachunkowość
  - Informatyka w biznesie
  - Informatyka w biznesie (IT in Business) – studia anglojęzyczne
  - Inżyniera zarządzania
  - Logistyka
  - Management and law – studia anglojęzyczne
  - Menedżersko-prawny
  - Pedagogika
  - Turystyka

- Jednolite studia magisterskie:
  - Pedagogika wczesnoszkolna i wychowanie przedszkolne
  - Psychologia

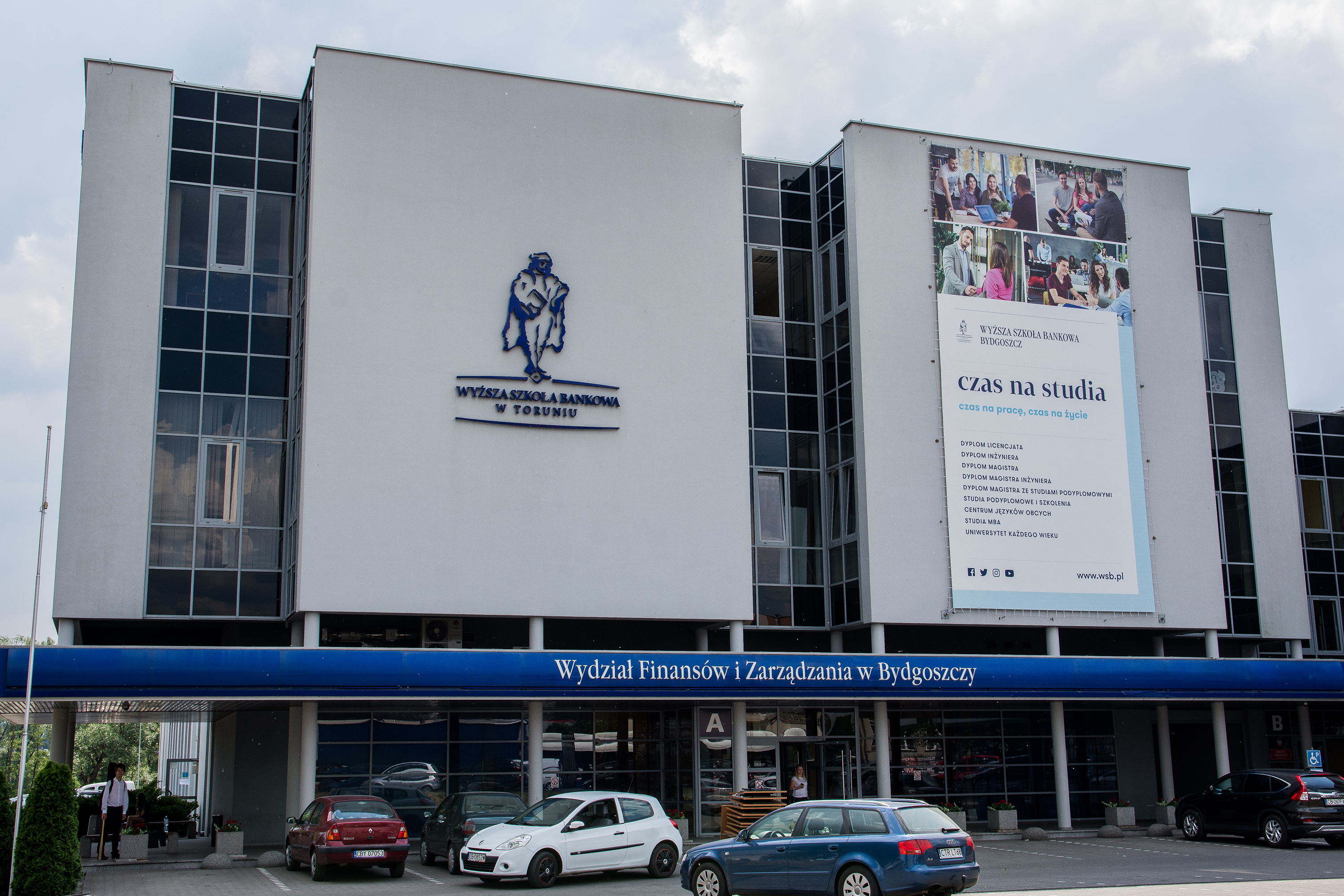
Uniwersytet WSB Merito w Toruniu Wydział Finansów i Zarządzania w Bydgoszczy

Wydział Finansów i Zarządzania w Bydgoszczy
- studia I stopnia (licencjackie) na kierunkach:
  - Administracja
  - Bezpieczeństwo wewnętrzne
  - Desing w biznesie
  - Design w biznesie – studia dualne
  - Engeneering management – studia anglojęzyczne
  - Finanse i rachunkowość
  - Informatyka w biznesie
  - IT in business – studia anglojęzyczne
  - Informatyka w biznesie – studia inżynierskie
  - Inżyniera zarządzania
  - Inżyniera zarządzania – studia dualne
  - Logistyka
  - Logistics – studia anglojęzyczne
  - Pedagogika
  - Prawo w biznesie
  - Psychologia w biznesie
  - Turystyka
  - Zarządzanie
  - Zarządzanie (Management) – studia anglojęzyczne
  - Jednolite studia magisterskie
    - Pedagogika wczesnoszkolna i wychowanie przedszkolne
    - Psychologia
- studia II stopnia (uzupełniające magisterskie) na kierunku:
  - Finanse i rachunkowość
  - Finansowo - prawny
  - Informatyka w biznesie
  - Inżynieria zarządzania
  - Logistyka
  - Logistyka (Logistic) – studia anglojęzyczne
  - Logistyka studia inżynierskie
  - Pedagogika
  - Zarządzanie
  - Zarządzanie (management) studia anglojęzyczne

Dodatkowo Szkoła prowadzi również studia podyplomowe, studia MBA, kursy i szkolenia specjalistyczne, kursy językowe (CJ Forward), Akademię Młodych Finansistów oraz Uniwersytet Każdego Wieku.

## Współpraca z zagranicą
Uniwersytet WSB Merito w Toruniu posiada umowy z ponad 30 uczelniami zagranicznymi w ramach programu LLP Erasmus. UWSB oferuje kursy językowe w Centrum Językowym Forward oraz kurs przygotowujący i egzamin European Business Competence Licence.

## Działalność studencka
Źródło: 
- Samorząd Studencki
- Koło Naukowe Rachunkowości
- Koło Naukowe Ubezpieczeń
- Koło Naukowe Aloha (turystyka)
- Koło Naukowe VisMaior (prawo)
- Koło Naukowe Praktyka Prawa
- Koło Naukowe Mediacji i Negocjacji
- Koło Naukowe Coachingu
- Koło Naukowe Psychologii Praktycznej